# غريغ فوغان
جيمس غريغوري «غريغ» فوغان، الابن (بالإنجليزية: Greg Vaughan)‏ (ولد في 15 يونيو 1973) ممثل أمريكي وعارض أزياء السابق، عرف عن أدواره في المسلسلات أوبرا الصابون الأمريكي ذي بولد أند ذي بوتيفول (2002-03)، المستشفى العام (2003-09)، أيام حياتنا (2012-2016). فوغان تألق أيضا في دان غوردون في الموسم الثاني من مسلسل الخارقة للطبيعة، المسحورات (1999-2000). في عام 2016، بدأت فوغان بطولة المسلسل الدرامي كوين شوجر في دور «المحقق كالفن» على قناة أوبرا وينفري نيتورك .

## حياته الشخصية
تزوج فوغان عارضة الأزياء الهولندي والممثلة ثريا مهاود في 4 يونيو 2006. ولديهما ثلاثة أبناء: جاثان جيمس (ولد في 4 مايو 2007)، كافان توماس (ولد في 19 يناير 2010)، ولاندان ريد (ولد في 6 مارس 2012).

## روابط خارجية
- غريغ فوغان على موقع IMDb (الإنجليزية)
- غريغ فوغان على موقع ألو سيني (الفرنسية)
- غريغ فوغان على موقع أول موفي (الإنجليزية)
- غريغ فوغان على موقع إن إن دي بي (الإنجليزية)
- غريغ فوغان على موقع قاعدة بيانات الفيلم (الإنجليزية)
- غريغ فوغان على موقع كينوبويسك (الروسية)